# Dumbrăveni (Vrancea megye)
Dumbrăveni település Romániában, Moldvában, Vrancea megyében.

## Fekvése
A DN2-es út mellett fekvő település.

## Leírása
Dumbrăveni ősi neve Plăinești volt. 1950-ben Szuvorov orosz tábornok 1789-es győzelme emlékére a falu felvette Szuvorov nevét. Mai nevét 1965-ben kapta.
A 2007. évi népszámláláskor 4144 lakosa volt.
A Dumbrăvenihez tartozó Dragoslăveni falucskában érdekes múzeum található. Itt áll az a ház, melyben Alexandru Vlahuță (1858-1919) román költő és író, a realizmus kialakulásának kezdeményezője töltötte életének egy részét, és itt látogatták őt a román irodalmi élet jelentős egyéniségei. Háza valóságos irodalmi szalonná vált. Az első világháború idején, (1916. december 6-án) amikor a német csapatok elfoglalták Bukarestet Vlahuță Moldva belsejébe menekült. Az ökrös szekér, amelyen útját megtette, a múzeumban máig látható, több más személyes jellegű tárgy valamint az író életére, munkásságára vonatkozó dokumentumok között.
Itt született a régen Plăinești néven nevezett helyen Duiliu Zamfirescu román író, a Román Akadémia tagja és alelnöke 1858. október 30-án, és 1914. április 20-án George Stefanescu román festő, díszlettervező is.

## Nevezetességek
- Szuvorov generális emlékműve - A tábornok 1789-ben a törökök felett aratott győzelmét jelzi. Az emlékművet Marius Butunoiu készítette 1958-ban.
- Alexandru Vlahuță (1858-1919) román költő és író emlékháza.
- George Stefanescu festő, díszlettervező itt született.
- Duiliu Zamfirescu román író, a Román Akadémia tagja és alelnöke 1858. október 30-án a régen Plăineștinek nevezett helyen született.